# Чемпионат мира по волейболу среди женских молодёжных команд 1987
4-й женский молодёжный чемпионат мира по волейболу проходил со 2 по 13 сентября 1987 года в двух городах Южной Кореи (Сеуле и Пусане) с участием 13 сборных команд, составленных из игроков не старше 20 лет. Чемпионский титул выиграла молодёжная сборная Бразилии.

## Команды-участницы
Южная Корея — команда страны-организатора;
СССР, Болгария, Греция — по итогам молодёжного чемпионата Европы 1986;
Япония, Китай, Тайвань — по итогам молодёжного чемпионата Азии 1986;
Канада, Пуэрто-Рико — представители NORCECA;
Перу, Бразилия, Аргентина — по итогам молодёжного чемпионата Южной Америки 1986;
Франция — по приглашению ФИВБ.

## Квалификация
Всего для участия в чемпионате мира квалифицировались 14 команд. Кроме сборной Южной Кореи, представлявшей страну-хозяйку чемпионата, 9 команд преодолели отбор по итогам трёх континентальных чемпионатов. 3 путёвки получили команды NORCECA. Ещё одно место решением ФИВБ предоставлено Франции. После отказа Кубы число участников чемпионата сократилось до 13.  
| Турнир                                               | Дата               | Место проведения | Команды                    |
| ---------------------------------------------------- | ------------------ | ---------------- | -------------------------- |
| Сборная страны-организатора чемпионата               |                    |                  | Южная Корея                |
| Чемпионат Европы среди молодёжных команд 1986        | 17—24 августа 1986 | София, Перник    | СССР Болгария Греция*      |
| Чемпионат Азии среди молодёжных команд 1986          | 19—25 октября 1986 | Бангкок          | Япония Китай Тайвань**     |
| Квота NORCECA                                        |                    |                  | Куба*** Канада Пуэрто-Рико |
| Чемпионат Южной Америки среди молодёжных команд 1986 | 2—9 августа 1986   | Сан-Паулу        | Перу Бразилия Аргентина    |
| Приглашение ФИВБ                                     |                    |                  | Франция                    |

* Греция включена в число участников чемпионата вместо отказавшейся ГДР.
** Тайвань включён в число участников чемпионата вместо отказавшегося Таиланда.
*** Куба отказалась от участия в чемпионате.

## Система розыгрыша
Соревнования состояли из предварительного этапа и плей-офф. На предварительной стадии 13 команд-участниц были разбиты на 2 группы, в которых играли в один круг. По две лучшие команды вышли в полуфинал плей-офф и далее определили призёров чемпионата.  
По такой же системе итоговые 5—8-е и 9—12-е места разыграли команды, занявшие в группах предварительного этапа соответственно 3—4-е и 5—6-е места

## Предварительный этап
|  | Прошедшие в плей-офф за 1—4 места  |
|  | Прошедшие в плей-офф за 5—8 места  |
|  | Прошедшие в плей-офф за 9—12 места |

### Группа A
Сеул
| М | Команда     | 1   | 2   | 3   | 4   | 5   | 6   | И | В | П | С/П  | О  |
| - | ----------- | --- | --- | --- | --- | --- | --- | - | - | - | ---- | -- |
| 1 | Южная Корея |     | 3:1 | 3:2 | 3:0 | 3:0 | 3:0 | 5 | 5 | 0 | 15:3 | 10 |
| 2 | Бразилия    | 1:3 |     | 3:2 | 3:0 | 3:0 | 3:0 | 5 | 4 | 1 | 13:5 | 9  |
| 3 | СССР        | 2:3 | 2:3 |     | 3:0 | 3:0 | 3:0 | 5 | 3 | 2 | 13:6 | 8  |
| 4 | Канада      | 0:3 | 0:3 | 0:3 |     | 3:0 | 3:0 | 5 | 2 | 3 | 6:9  | 7  |
| 5 | Тайвань     | 0:3 | 0:3 | 0:3 | 0:3 |     | 3:0 | 5 | 1 | 4 | 3:12 | 6  |
| 6 | Франция     | 0:3 | 0:3 | 0:3 | 0:3 | 0:3 |     | 5 | 0 | 5 | 0:15 | 5  |

 Куба — отказ.
2 сентября
Бразилия — СССР 3:2 (15:17, 6:15, 15:6, 15:13, 15:13); Тайвань — Франция 3:0 (15:3, 15:3, 15:3); Южная Корея — Канада 3:0 (15:5, 16:14, 15:8).
3 сентября
Южная Корея — Бразилия 3:1 (15:3, 14:16, 15:11, 15:7); Канада — Тайвань 3:0 (15:11, 15:6, 16:14).
4 сентября
Бразилия — Тайвань 3:0 (15:6, 15:2, 15:3); Канада — Франция 3:0 (15:1, 15:4, 15:9).
5 сентября
Южная Корея — СССР 3:2 (15:11, 12:15, 10:15, 15:7, 15:11); Бразилия — Франция 3:0 (15:3, 15:1, 15:3).
7 сентября
СССР — Тайвань 3:0 (15:5, 15:8, 15:2); Бразилия — Канада 3:0 (15:10, 15:4, 15:11).
8 сентября
Южная Корея — Тайвань 3:0 (15:7, 15:9, 15:8); СССР — Франция 3:0 (15:5, 15:0, 15:6).
9 сентября
Южная Корея — Франция 3:0 (15:1, 15:5, 15:8); СССР — Канада 3:0 (15:5, 15:8, 15:2).

### Группа В
Пусан
| М | Команда     | 1   | 2   | 3   | 4   | 5   | 6   | 7   | И | В | П | С/П  | О  |
| - | ----------- | --- | --- | --- | --- | --- | --- | --- | - | - | - | ---- | -- |
| 1 | Япония      |     | 1:3 | 3:0 | 3:0 | 3:0 | 3:0 | 3:0 | 6 | 5 | 1 | 16:3 | 11 |
| 2 | Китай       | 3:1 |     | 2:3 | 3:0 | 3:0 | 3:0 | 3:0 | 6 | 5 | 1 | 17:4 | 11 |
| 3 | Перу        | 0:3 | 3:2 |     | 3:1 | 3:0 | 3:0 | 3:0 | 6 | 5 | 1 | 15:6 | 11 |
| 4 | Болгария    | 0:3 | 0:3 | 1:3 |     | 3:1 | 3:0 | 3:0 | 6 | 3 | 3 | 10:7 | 9  |
| 5 | Греция      | 0:3 | 0:3 | 0:3 | 1:3 |     | 3:0 | 3:0 | 6 | 2 | 4 | 7:12 | 8  |
| 6 | Аргентина   | 0:3 | 0:3 | 0:3 | 0:3 | 0:3 |     | 3:0 | 6 | 1 | 5 | 3:15 | 7  |
| 7 | Пуэрто-Рико | 0:3 | 0:3 | 0:3 | 0:3 | 0:3 | 0:3 |     | 6 | 0 | 6 | 0:18 | 6  |

2 сентября
Перу — Греция 3:0 (15:3, 15:2, 15:3); Япония — Пуэрто-Рико 3:0 (15:0, 15:0, 15:6); Болгария — Аргентина 3:0 (15:7, 15:4, 15:7).
3 сентября
Япония — Аргентина 3:0 (15:4, 15:3, 15:3); Китай — Болгария 3:0 (15:6, 15:3, 15:3); Греция — Пуэрто-Рико 3:0 (15:10, 15:0, 15:8).
4 сентября
Китай — Япония 3:1 (15:7, 12:15, 15:8, 15:11); Перу — Пуэрто-Рико 3:0 (15:2, 15:4, 15:3); Греция — Аргентина 3:0 (15:7, 15:11, 15:11).
5 сентября
Китай — Греция 3:0 (15:10, 15:10, 15:8); Япония — Болгария 3:0 (15:5, 15:4, 15:12); Перу — Аргентина 3:0 (15:0, 15:1, 15:8).
7 сентября
Перу — Китай 3:2 (11:15, 15:6, 15:12, 13:15, 15:8); Болгария — Греция 3:1 (13:15, 15:11, 15:9, 15:8); Аргентина — Пуэрто-Рико 3:0 (15:9, 15:6, 15:6).
8 сентября
Перу — Болгария 3:1 (11:15, 15:6, 15:5, 15:0); Китай — Пуэрто-Рико 3:0 (15:3, 15:4, 15:3); Япония — Греция 3:0 (15:4, 15:1, 15:0).
9 сентября
Япония — Перу 3:0 (15:2, 15:9, 18:16); Китай — Аргентина 3:0 (15:1, 15:13, 15:7); Болгария — Пуэрто-Рико 3:0 (15:6, 15:10, 15:4).

## Плей-офф
Сеул

### Полуфинал за 9—12-е места
12 сентября
Тайвань — Аргентина 3:0.
Греция — Франция 3:0.

### Полуфинал за 5—8-е места
12 сентября
СССР — Болгария 3:0.
Перу — Канада 3:0.

### Полуфинал за 1—4-е места
12 сентября
Южная Корея — Китай 3:0 (15:3, 15:11, 15:9).
Бразилия — Япония 3:1 (6:15, 15:8, 15:10, 15:13).

### Матч за 11-е место
13 сентября
Аргентина — Франция 3:0.

### Матч за 9-е место
13 сентября
Тайвань — Греция 3:0.

### Матч за 7-е место
13 сентября
Болгария — Канада 3:0.

### Матч за 5-е место
13 сентября
СССР — Перу 3:1 (15:10, 1015, 15:8, 15:6).

### Матч за 3-е место
13 сентября
Китай — Япония 3:2 (7:15, 15:7, 15:9, 7:15, 15:7).

### Финал
13 сентября
Бразилия — Южная Корея 3:0 (17:15, 15:4, 16:14).

## Итоги

### Положение команд
| Место | Команда     |
| ----- | ----------- |
| 1     | Бразилия    |
| 2     | Южная Корея |
| 3     | Китай       |
| 4     | Япония      |
| 5     | СССР        |
| 6     | Перу        |
| 7     | Болгария    |
| 8     | Канада      |
| 9     | Тайвань     |
| 10    | Греция      |
| 11    | Аргентина   |
| 12    | Франция     |
| 13    | Пуэрто-Рико |

### Призёры
Бразилия: Кристиане (Керли) Пайва дус Сантус, Ана Беатрис Мозер, Денизе Феррейра ди Соуза, Карла Тереза Осейли Коста (Карлинья), Симоне Шторм, Ана Паула Лесса Лима (Попо), Ана Мария Волпони Фрейтас, Фатима Апаресида Кассия дус Сантус, Марсия Кунья (Марсия Фу), Силене Роча Древник, Фернанда Порто Вентурини, Ингрид Гомис. Главный тренер — Марко Аурелио Мотта.
  Южная Корея: Чжу Сон Чжин, Чжи Гён Хи, Нам Сун Ок, Ю Ён Ми, Сон Ми Сук, Пак Бок Ре, Мун Сён Хи, … Главный тренер — Ли Чан Хо.
  Китай.

### Индивидуальные призы
- MVP:  Ана Мозер
- Лучшая нападающая:  Габриэла Перес дель Соляр
- Лучшая блокирующая:  Керли Пайва дус Сантус
- Лучшая связующая:  Симоне Шторм
- Лучшая на подаче:  Марсия Фу